# サヴォイア公
サヴォイア公（イタリア語: Duca di Savoia）は、1418年から1860年までのサヴォイア家によるサヴォワ統治の際に用いられた世襲の君主号である。現在ではサヴォイア家の儀礼称号の一つとなっている。

## 概要
サヴォイア家が統治するサヴォワは、1003年にウンベルト・ビアンカマーノが伯爵に叙されたことで伯国として成立した。以後の伯爵は婚姻関係や神聖ローマ皇帝との関係を巧みに効用することで、その領域をピエモンテ、ヴォー、ニース等に拡大させた。1391年にサヴォイア伯となったアメデーオ8世は死亡した兄弟たちが支配していた領地を回収して自領に組み入れることで伯国を“再統一”して中央集権化を推し進めた。アメデーオ8世は外交能力にも長けており1413年に神聖ローマ皇帝ジギスムントから公位を授けられることで自領を公領へと昇格させた。これがサヴォイア公の誕生である。アメデーオ8世は1439年には最後の対立教皇フェリックス5世となっている。カルロ1世はリュジニャン家からエルサレム王位を相続したが、これはもちろん名目のみのものである。
ヴィットーリオ・アメデーオ2世の代の1713年に、ユトレヒト条約でシチリア国王になることで正式の王号を獲得した。後の1720年にハーグ条約で、シチリアの代償としてサルデーニャ島を得ることで、改めてサルデーニャ国王となり、結果サヴォイア公位はその下位に組み込まれることとなった。ただし、1792年から1815年までのフランスによる支配時代を除いて、王国の主要部をなしていたのはもっぱらサヴォワとトリノ周辺であった。ヴィットーリオ・エマヌエーレ2世は自身のイタリア統一運動でフランスからの支持を得るため、1860年にフランス皇帝ナポレオン3世との間でプロンビエールの密約を結んで、代償としてサヴォワとニースを割譲した。これに伴い、サヴォイア公はその実質的な意味を喪失し、翌1861年に成立したイタリア王国の国王の称号の一つに組み込まれた。1946年にイタリアで王政が廃止されると、サヴォイア公は以後はサヴォイア家の儀礼称号の一つとなった。

## 歴代サヴォイア公
| サヴォイア公                  | サヴォイア公 | 統治開始 | 統治終了 |    |
| ----------------------------- | ------------ | -------- | -------- | -- |
| アメデーオ8世                 |              | 1416年   | 1440年   | 1  |
| ルドヴィーコ                  |              | 1440年   | 1465年   | 2  |
| アメデーオ9世                 |              | 1465年   | 1472年   | 3  |
| フィリベルト1世               |              | 1472年   | 1482年   | 4  |
| カルロ1世                     |              | 1482年   | 1490年   | 5  |
| カルロ2世                     |              | 1490年   | 1496年   | 6  |
| フィリッポ2世                 |              | 1496年   | 1497年   | 7  |
| フィリベルト2世               |              | 1497年   | 1504年   | 8  |
| カルロ3世                     |              | 1504年   | 1553年   | 9  |
| エマヌエーレ・フィリベルト    |              | 1553年   | 1580年   | 10 |
| カルロ・エマヌエーレ1世       |              | 1580年   | 1630年   | 11 |
| ヴィットーリオ・アメデーオ1世 |              | 1630年   | 1637年   | 12 |
| フランチェスコ・ジャチント    |              | 1637年   | 1638年   | 13 |
| カルロ・エマヌエーレ2世       |              | 1638年   | 1675年   | 14 |
| ヴィットーリオ・アメデーオ2世 |              | 1675年   | 1713年   | 15 |

## 王号獲得後
1720年にサルデーニャ王位を獲得したことでサヴォイア公はその下位に置かれた。
| サルデーニャ王およびサヴォイア公 | サルデーニャ王およびサヴォイア公 | 統治開始 | 統治終了 |    |
| -------------------------------- | -------------------------------- | -------- | -------- | -- |
| ヴィットーリオ・アメデーオ2世    |                                  | 1720年   | 1730年   | 15 |
| カルロ・エマヌエーレ3世          |                                  | 1730年   | 1773年   | 16 |
| ヴィットーリオ・アメデーオ3世    |                                  | 1773年   | 1796年   | 17 |
| カルロ・エマヌエーレ4世          |                                  | 1796年   | 1802年   | 18 |
| ヴィットーリオ・エマヌエーレ1世  |                                  | 1802年   | 1821年   | 19 |
| カルロ・フェリーチェ             |                                  | 1821年   | 1831年   | 20 |
| カルロ・アルベルト               |                                  | 1831年   | 1849年   | 21 |
| ヴィットーリオ・エマヌエーレ2世  |                                  | 1849年   | 1861年   | 22 |

1861年にイタリア王国の樹立が宣言されると、サヴォイア公はイタリア王の称号の一つに組み込まれた。
| イタリア王およびサヴォイア公    | イタリア王およびサヴォイア公 | 統治開始 | 統治終了 |    |
| ------------------------------- | ---------------------------- | -------- | -------- | -- |
| ヴィットーリオ・エマヌエーレ2世 |                              | 1861年   | 1878年   | 22 |
| ウンベルト1世                   |                              | 1878年   | 1900年   | 23 |
| ヴィットーリオ・エマヌエーレ3世 |                              | 1900年   | 1946年   | 24 |
| ウンベルト2世                   |                              | 1946年   | 1946年   | 25 |